# Weekend Step
『Weekend Step』（ウィークエンド・ステップ）は、東海ラジオで2022年4月2日から放送されているラジオ番組。

## 概要
東海ラジオ（TOKAI RADIO）では、2022年4月、「Change & Charge! TOKAI RADIO! ～Music & Baseball～」をキャッチフレーズに、週末ワイドを大幅に改編する一環として、土曜日の朝の時間帯に新しく音楽番組を編成することになった。
この番組では、土曜の朝に、ちょっと心躍る音楽と、地域の情報や週末の過ごし方のヒント、その週に起こった出来事の振り返りなど、様々な話題を届ける。

## 放送時間
- 毎週土曜 7:00 - 10:00

## DJ
- Cocoro[2]

## コーナー

### 2023年1月現在
7時台
- Weステマルシェ（7:15頃 - ）

番組が「土曜のマルシェ」となって、愛知・岐阜・三重の「いいもの」を紹介していく。
- 健やかインフォメーション（7:45 - 8:00）

8時台
- まいどあり〜。（8:20 - 8:35）
- Coffee Jazz（8:35頃 - ）

コーヒーのお供に、素敵なジャズを、ディスクユニオン名古屋店のスタッフ イチオシの"レコード"でお届け。
- 丹羽健のモーニングジャーニー（8:55 - 9:00）

9時台
- SDGs STEPs （9:08 - ）

身近なことから未来のためにできることを考えていく。

### 過去
- TOKYO UPSIDE STATION （2022年4月2日 - 9月24日、9:30 - 9:45頃）

東京から最新の情報をお届け。